# Saint-Brieuc
Saint-Brieuc (wymowaⓘ [sɛ̃-bɾjœk]; bret. Sant-Brieg, gallo Saent-Berioec) – miejscowość i gmina we Francji, w regionie Bretania, w departamencie Côtes-d’Armor. Nazwa miejscowości pochodzi od imienia św. Brioka.
Według danych na rok 1990 gminę zamieszkiwały 44 752 osoby, a gęstość zaludnienia wynosiła 2045 osób/km² (wśród 1269 gmin Bretanii Saint-Brieuc plasuje się na 7. miejscu pod względem liczby ludności, natomiast pod względem powierzchni na miejscu 454.).
W Saint-Brieuc znajduje się katedra Saint-Etienne de Saint-Brieuc, bazylika Saint-Pierre oraz wieża Cesson, która została wzniesiona w 1395 roku z rozkazu diuka Bretanii Jana IV Montfort w celu powstrzymania ataków piratów.

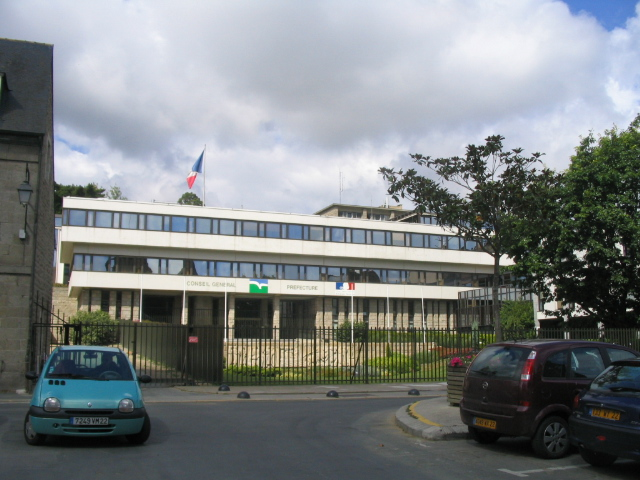
budynek prefektury

## Współpraca
- Aberystwyth, Walia
- Ajia Paraskewi, Grecja
- Alsdorf, Niemcy
- Goražde, Bośnia i Hercegowina